# Девагупта
Девагупта  — правитель держави Пізніх (Східни) Гуптів.

## Життєпис
Син магараджахіраджи Адіт'ясени. Спадкував владу 680 року. Про його панування обмаль відомостей. Відмовився від активної зовнішньої політики, зумівши тривалий час зберегти успадковані володіння.
695 стикнувся з вторненням військ Вінаядітьї, магараджахіраджи Чалук'їв, які завдали тяжкої поразки Пізнім Гуптам, внаслідок чого було втрачено володіння на заході й південному заході. Помер Девагупта близько 700 року. Йому спадкував син Вішнугупта II.